# Agrotis xiphias
Agrotis xiphias är en fjärilsart som beskrevs av Edward Meyrick 1899. Agrotis xiphias ingår i släktet Agrotis och familjen nattflyn. Inga underarter finns listade i Catalogue of Life.